# Partium
Partium è un nome storico usato per descrivere la parte orientale dell'Ungheria propriamente detta, dal Tibisco al confine con la Transilvania. Oggi questa denominazione viene usata per la parte occidentale della Transilvania, cioè per le città della Romania come per esempio Gran Varadino, che di fatto può esser considerata il capoluogo della regione.

I distretti che compongono la regione sono i seguenti: Timiș, Arad, Bihor, Maramureș, Satu-Mare e Sălaj.

## Storia
L'origine di questa denominazione sembra risalire al Trattato di Spira del 16 agosto 1570 con il quale il re ungherese Giovanni II rinunciava nel trattato di pace di Gran Varadino al suo titolo regale a favore di Massimiliano II d'Asburgo in cambio del titolo di Principe di Transilvania e di parte dell'Ungheria (Princeps Transsylvaniae ac partium Hungariae), cioè le parti fino al Tibisco (Tisza). Pur rimanendo un vassallo dell'impero ottomano, otteneva così un riconoscimento diplomatico anche dagli Asburgo, allontanando il pericolo di ulteriori guerre. Da allora quindi la regione orientale dell'Ungheria rimasta sotto il dominio di Giovanni II venne spesso chiamata Partium, anche se in pratica fu inglobata nella Transilvania.